# Erasmo Roca Gómez
Erasmo Aurelio Roca Gómez, profesor de educación física, entrenador de baloncesto y fundador de la Escuela de baloncesto "La Canasta", nació el 3 de septiembre de 1943 en la ciudad de Caraz, departamento de Áncash (Perú). Director Nacional de Educación Física, Deporte y Recreación Escolar de la República del Perú en el año 1985. Entrenador muchas veces campeón nacional, designado Entrenador del Año en 1982 y 1989. Condecorado como Embajador del Deporte por el Departamento de Estado Norteamericano en la Casa Blanca en 1975 a manos del entonces presidente de los Estados Unidos: Gerald Ford.

## Sus primeros años como profesional
Erasmo Aurelio Roca se graduó de la Universidad Nacional Mayor de San Marcos en el año 1968, luego de trabajar como profesor de educación física en la capital regresó a vivir a su ciudad natal. 
En 1970 fundó ahí en C.U.M., Centro Unión Magisterial, pero el día de la inauguración, domingo 31 de mayo, se produjo el fatídico Terremoto de Ancash de 1970, dejando más de 50 000 fallecidos en la región, considerado el peor desastre natural que haya podido golpear la zona central de Sudamérica. Es debido a esta catástrofe que regresa a Lima para radicar permanentemente en la capital y tratar de continuar ahí su carrera como profesor de educación física.

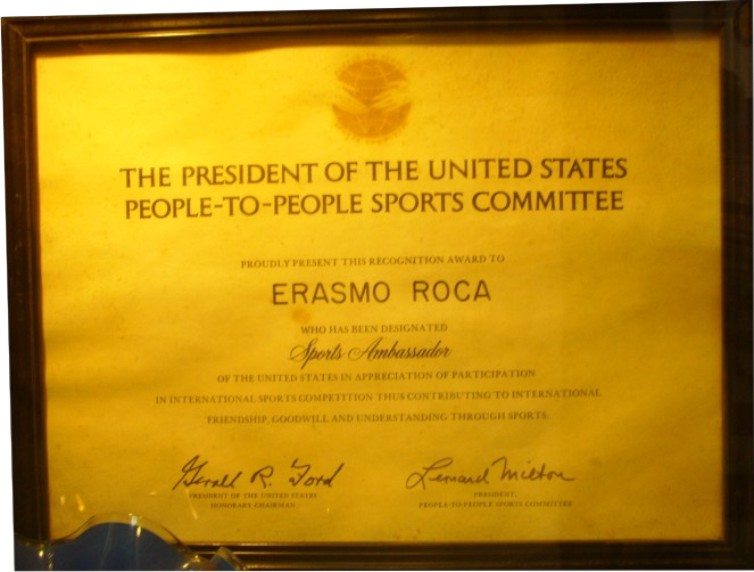
Diploma al profesor Roca por el presidente de U.S.A. Gerald Ford (1975).

Una vez egresado de la Universidad de San Marcos, y ya trabajando como profesor de educación física, viaja en 1975 a la Primera Clínica Internacional de Baloncesto en la ciudad de San Diego, California. La sede fue el Town and Country Hotel, y del 27 al 31 de marzo de ese año John Wooden (UCLA), los campeones olímpicos Bobby Knight (Indiana U.) y Dean Smith (North Carolina), así como Al McGuire (Marquette U.), John Thompson (Georgetown U.) entre otros, todos actualmente miembros del Salón de la Fama del Basketball, compartieron sus conocimientos con los asistentes. 
Al ser organizada por la NCAA y el departamento de Estado Norteamericano, y por tratarse de la primera clínica internacional que realizaba la National Association of Basketball Coaches (NABC), el profesor Roca fue llevado a la Casa Blanca y condecorado como Embajador del Deporte por el presidente estadounidense Gerald Ford.
|
En 1977 la sede sería el Hayatt Regency Hotel, en Atlanta, Georgia del 23 al 28 de marzo de ese año, y finalmente, al año siguiente, en 1978, nuevamente es invitado para participar en la convención de la NABC, esta vez en el Case Park Plaza Hotel en St Louis, Misuri del 22 al 27 de marzo de ese año.

## El club Unión Caraz
Una vez establecido en la capital, fundó un equipo de baloncesto que compita en la Liga de baloncesto de Lima, llamado Asociación Caracina. En el primer año campeonaron en la tercera división, para al año siguiente nuevamente campeonar e integrar la primera división de baloncesto de Lima, donde se mantuvieron algunos años.
Finalizada la temporada de 1977 el profesor Roca decide cambiar el nombre del equipo y es así que nace el club Unión Caraz. Luego de una temporada exitosa, en diciembre de 1978, se jugó la final para el ascenso en el coliseo Champagnat contra la "U", en pleno corazón de Lima, en el distrito de Miraflores. Ernesto Gadea y Mario Andrade fueron los jugadores más destacados de ese encuentro, acompañados por José Bergamino, Cesar Castillo y Rubén "Didí" Espinoza. Fue tanta la celebración al lograrse el campeonato que se liberaron fuegos artificiales en el corazón de la ciudad, mientras la avenida Larco, una de las más emblemáticas del país, era recorrida por un "Carnaval Serrano", como lo denominaron los periódicos, era la primera vez que algún equipo de provincia, de cualquier disciplina deportiva, lograba integrarse a la máxima división deportiva de Lima.
Al conseguir el campeonato en primera y ascender a la división superior de baloncesto, el pueblo de Caraz condecoró a los miembros del equipo con el título de "Caballeros del Deporte" y al profesor Roca con las Llaves de la Ciudad y el galardón de "Hijo Ilustre".

## Fundación de la Asociación Peruana de Entrenadores de Baloncesto (APEBA)
Erasmo Roca Gómez junto a Fernando Córdova, Antonio Ramírez López y Eulogio Ramírez Gastón “La Pava”, decidieron crear la Asociación Peruana de Entrenadores de Basketball como institución base para incentivar el desarrollo del baloncesto en el Perú, que fue anhelo del otrora Carlos Rojas y Rojas hacía 20 años atrás.
La idea fue madurando hasta que en el año 1980 reunidos en la Clínica Internacional para Entrenadores de Baloncesto dictada por el Norteamericano-Canadiense John Donohue, en consenso con los participantes, decidieron convocar a elecciones para nombrar a la primera junta directiva de la APEBA. La elección se efectuó en el Colegio San Agustín, resultando electo el señor Francisco Guzmán.

## Desempeño profesional
En 1973 ingresó a trabajar al colegio Ricardo Palma, llevándolos al campeonato nacional. 
En 1979, recién casado, es enviado a México a un Curso de Alto Nivel para Entrenadores de Baloncesto, patrocinado por la O.E.A., la Organización Deportiva Panamericana y el Comité Olímpico Mexicano. La sede fue el Centro Deportivo Olímpico Mexicano (C.D.O.M.), donde pasó 3 meses continuando con sus estudios de baloncesto.
En la década de los ochenta siguió con sus entrenamientos en el Colegio Ricardo Palma y en su equipo el Unión Caraz, luego, en 1981, es nombrado Asistente Técnico de la Selección de baloncesto de Perú, categoría Mayores Varones para el Campeonato Sudamericano a realizarse en Montevideo, Uruguay. De igual modo, en ese mismo año es Asistente Técnico de la Selección Peruana de basketball de Mayores Femenino en el Campeonato Sudamericano a realizarse en Brasil. 
Posteriormente, en 1982 es elegido Entrenador del Año y en 1984 es nombrado Director Nacional de Educación Física, Deporte y Recreación Escolar por el Ministerio de Educación, convirtiéndose en la autoridad máxima del deporte en el país.
Paralelamente, en 1984 fue nuevamente entrenador de la Selección Femenina para el campeonato a realizarse en Colombia, fue catedrático de baloncesto de la Escuela de Educación Física de la Universidad Nacional Mayor de San Marcos y, en 1985, entrenador de la Universidad Ricardo Palma, llevándolos a campeonar cada año hasta su retiro en 1994.

## Fundación de la Escuela de baloncesto "La Canasta"

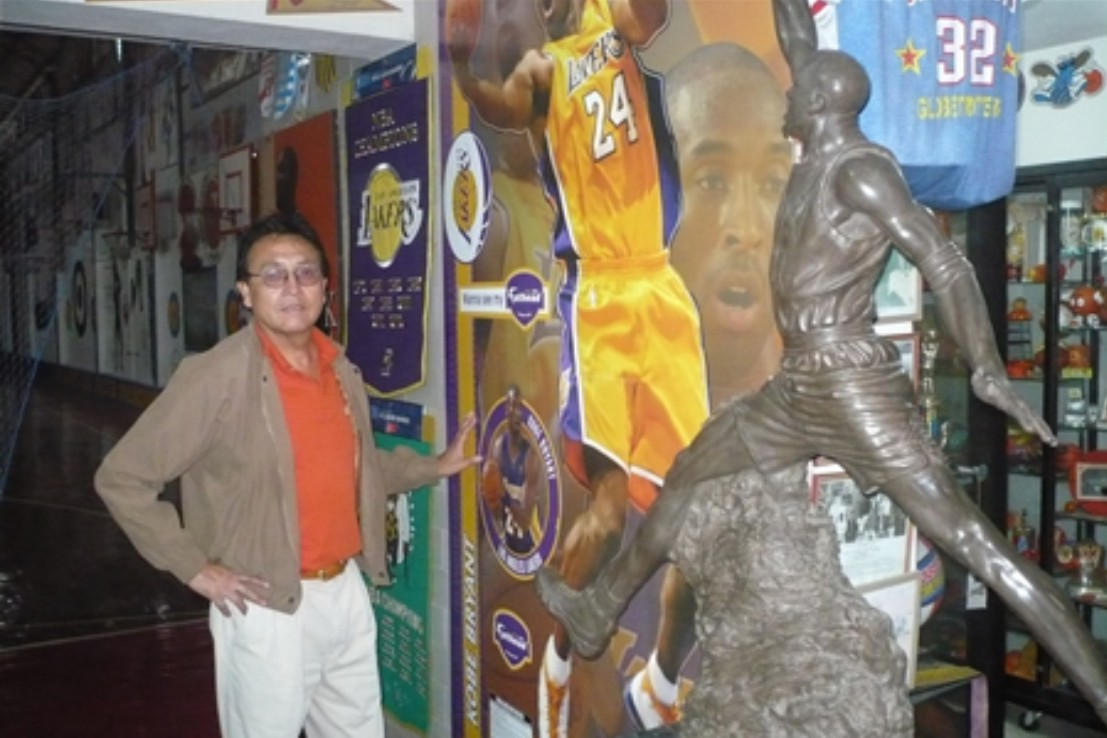
Profesor Erasmo Roca en La Canasta.

El 17 de diciembre de 1987 fundó la Escuela de Baloncesto "La Canasta", una institución de carácter privado dedicada a la enseñanza de baloncesto a niños, jóvenes y adultos. Ese mismo año se llevaría por última vez el campeonato nacional escolar para inmediatamente renunciar a su trabajo en el colegio Ricardo Palma y, debido al entusiasmo de los amantes del baloncesto por "La Canasta", formaría un nuevo equipo baloncestístico.
Ese año el profesor Roca desintegró el club Unión Caraz y en su lugar el equipo La Canasta se uniría a la lista de clubes de la división superior de Lima, manteniéndose por 10 años en ella y disputando el título en muchas oportunidades. Es en ese contexto, y gracias a los campeonatos con la Universidad Ricardo Palma, que en 1989 le otorgarían nuevamente el título de Entrenador del Año. 
En 1990, gracias al mundial de baloncesto que se realizó Argentina, se aprovechó para simultáneamente organizar una clínica para entrenadores de baloncesto en dicho país, debido a la importancia de este evento Erasmo Roca, siendo presidente de la Asociación Peruana de Entrenadores de Baloncesto (APEBA) fue invitado como representante oficial del Perú y viajó para ser también partícipe de aquel momento.

## La Escuela de Entrenadores y El Salón de la Fama
En el mes de mayo de 1996 la World Assosiation of Basketball Coaches (WABC) organizó la primera clínica internacional de entrenadores de baloncestof, en la ciudad de Springfield, Massachusetts, curso que incluiría una visita guiada al Naismith Memorial Basketball Hall of Fame. Dicha clínica se llevó a cabo en el Springfield College y los expositores fueron Rollie Massimino, Mike Jarvis, Sandro Gamba, entre otros. 
En 1997 creó la Escuela de Entrenadores de Baloncesto dentro de "La Canasta", única institución encargada de la enseñanza, capacitación y formación de futuros entrenadores de baloncesto en el Perú contando con el respaldo del Ministerio de Educación. Paralelamente constituyó el Salón de la Fama del Baloncesto de Perú, rindiendo homenaje a jugadores como Eduardo Airaldi, Ricardo Duarte o Carlos "Chino" Vásquez, así como a entrenadores, periodistas, etc.
De igual modo continúa con su trabajo como Instructor, fue nuevamente catedrático de la Escuela de Educación Física de la Universidad Nacional Mayor de San Marcos, profesor de baloncesto del CESIRED (IPD), del Centro de Estudios del Deporte (IPD), del Instituto de Investigación y Desarrollo del Deporte (IDDE), Instructor del Comité Olímpico Peruano, catedrático de basketball de la Universidad Alas Peruanas en la Facultad de Ciencias del Deporte, así como brindando diversos Cursos, Clínicas y Seminarios de Basketball a nivel nacional e internacional. 
En 1999 el profesor Roca fue Dirigente de la Federación Peruana de Basketball, escribió los Textos "Preparación Técnica de Baloncesto I", "Preparación Técnica de Baloncesto II" y "Preparación Física de Baloncesto". En el año 2003, bajo la gestión del alcalde Castañeda Lossio, es llamado por Edith Noeding y Percy Rojas como Asesor de Baloncesto de la Municipalidad Metropolitana de Lima.

## Años recientes

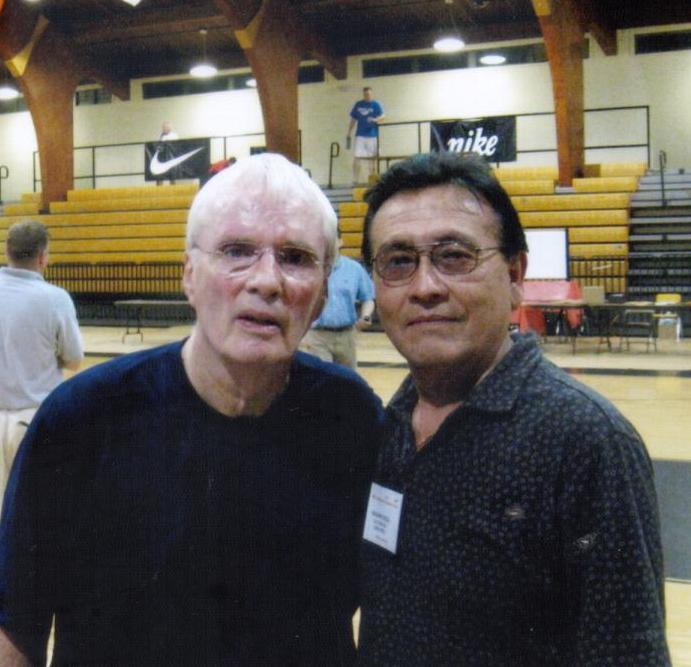
Hubie Brown y Erasmo Roca (2007).

Luego de una década desde su último viaje a Springfield en 1996 hace un breve receso con sus alumnos de "La Canasta" y de la facultad de Ciencias del Deporte de la Universidad Alas Peruanas y en el año 2007 reanuda sus viajes a los Estados Unidos con una clínica en la ciudad de Atlanta, donde participaron expositores miembros del Salón de la Fama del Basketball como es el caso de Hubie Brown, actualmente analista televisivo de la NBA.
Más adelante, en mayo de 2008 viajó a la ciudad de Las Vegas, donde se sostuvo una nueva clínica de baloncesto. Entrenadores de distintas partes del mundo asistieron al Orleans Arena, sede del evento. Los ya conocidos miembros del salón de la fama Roy Williams (Campeón de la NCAA en el 2009 con North Carolina), Geno Auriemma (Campeón Femenino de la NCAA en el 2009 con Connecticut) y Van Chancellor (Campeón olímpico femenino en 2004) encabezaron una larga lista de entrenadores que serían en esta oportunidad los que dictaron la clínica.

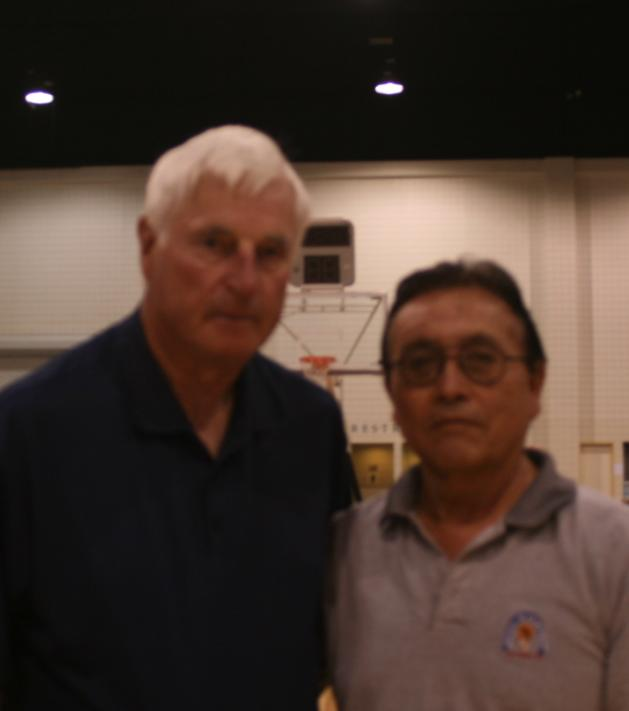
Bobby Knight y Erasmo Roca (2010).

En abril de 2010 se registró el último viaje, hasta la actualidad, del profesor Roca a los Estados Unidos para un nuevo curso de entrenadores de basketball, esta vez realizado en Myrtle Beach en el estado de Carolina del Sur. Entre los expositores destacaron el joven entrenador Brad Stevens, subcampeón del torneo NCAA con la universidad de Butler, así como los miembros del Salón de la Fama el entrenador Jim Calhoun, de la universidad de Connecticut (UConn) y Jim Boeheim, actual entrenador de la universidad de Syracuse y asistente técnico de la selección masculina de basketball de los Estados Unidos en las Olimpiadas de Beijing 2008 y el mundial de basketball en Turkia 2010, donde se coronó Campeón FIBA, y designado con el mismo cargo para las Olimpiadas de 2012 que se realizarán en Londres. Además, el curso contó con la participación especial del legendario entrenador Bobby Knight, miembro del Salón de la Fama, muchas veces campeón con la universidad de Indiana, invictos en la temporada 75-76 (récord que no ha vuelto a ser igualado), entrenador de Texas Tech y campeón olímpico en 1984 donde destacaron Michael Jordan, Patrick Ewing y Chris Mullin, futuros miembros del Dream Team de Barcelona 92.

## Ficha técnica
Erasmo Roca, Profesor de Educación Física, egresado de la I.N.E.F. de la Universidad Nacional Mayor de San Marcos (1968)
Post Grados
- Técnico de Baloncesto otorgado por la UNMSM y la Federación Peruana de Basketball (1972)
- Título de "Entrenador-Instructor" otorgado por el Instituto de Investigación y Desarrollo del Deporte y la Federación Internacional de Educación Física (2000)
- Curso de Alto Nivel para Entrenadores de Basket en la Ciudad de México patrocinado por la O.E.A., la Organización Deportiva Panamericana y el Comité Olímpico Mexicano (1979)
- Clínica de Basketball en San Diego, California - USA (1975)
- Clínica de Basketball en Atlanta, Georgia - USA (1977)
- Clínica de Basketball en San Luis, Misuri - USA (1978)
- Curso de Basket en Buenos Aires - Argentina (1990)
- Clínica Mundial de Basketball en Springfield, Massachusetts - USA (1996)
- Clínica de Basketball en Atlanta, Georgia - USA (2007)
- Clínica de Basketball en Las Vegas, Nevada - USA (2008)
- Licenciado en Educación (2008)
- Maestría en Educación Física (2009)
- Clínica de Basketball en Myrtle Beach, South Carolina - USA (2010)
- Participante en numerosos cursos y clínicas internacionales de baloncesto realizados en el país.

Trabajos desempeñados
- Director Nacional de Educación Física, Deporte y Recreación Escolar - Ministerio de Educación (1985)
- Catedrático de Basket de la Escuela de Educación Física de la Universidad Nacional Mayor de San Marcos (1985-86 y 2004)
- Entrenador de la Universidad Particular Ricardo Palma (1985 - 1994)
- Profesor de Basket del CESIRED-IPD
- Profesor de Basket del Centro de Estudios del Deporte - IPD.
- Docente de Basketball en el Instituto de Investigación y Desarrollo del Deporte (IDDE)
- Fundador de la Asociación Peruana de Entrenadores de Basketball - APEBA (1980)
- Presidente de la Asociación Peruana de Entrenadores de Basket (1990)
- Expositor de diversos Cursos, Clínicas y Seminarios de Basketball a nivel nacional e internacional.
- Instructor del Comité Olímpico Peruano (desde 1990 hasta la actualidad)
- Docente y Entrenador con más de cuarenta años de servicio.
- Dirigente de la Federación Peruana de Basketball. (1999)
- Director Promotor de la Escuela de Basketball La Canasta.
- Director y profesor de la Escuela de Entrenadores de Basketball
- Catedrático de Basketball de la Universidad Alas Peruanas en la Facultad de Ciencias del Deporte (2004- 2008)
- Asesor de Baloncesto de la Municipalidad de Lima Metropolitana (desde 2003 hasta la actualidad)
- Autor de los Textos "Preparación Técnica de Baloncesto I y II" y "Preparación Física de Baloncesto".
- Creador y Fundador del SALON DE LA FAMA del Basketball Peruano.

Desempeño como Técnico
- Campeón Nacional Interescolar
- Campeón Nacional Interuniversitario
- Campeón Nacional Interclubes
- Asistente Técnico de la Selección Peruana de Basket de Mayores Varones – Campeonato Sudamericano Montevideo - Uruguay (1981)
- Asistente Técnico de la Selección Peruana de Basket de Mayores Femenino – Campeonato Sudamericano - Brasil (1981)
- Entrenador de Selecciones Nacionales de Basketball
- Entrenador de Clubes de Basketball de la División Superior de la Liga de Lima.
- Designado "ENTRENADOR DEL AÑO" en 1982 y 1989.
- Miembro de la Asociación de Entrenadores de Basketball de Estados Unidos de América desde el año 1975 (N.A.B.C.).
- Designado "embajador del deporte" por el Departamento de Estado Norteamericano y el presidente de los Estados Unidos Gerald Ford. (1975)

Galardones
Por la labor desplegada en la difusión y desarrollo del Basketball Nacional, ha recibido diversos reconocimientos por parte de entidades públicas y privadas tales como:
- El Ministerio de Educación
- La Confederación Panamericana de Basketball (COPABA)
- La Confederación Sudamericana de Basketball
- FIBA Américas
- El Instituto Peruano del Deporte y filiales de provincias
- La Federación Peruana de Basketball
- El Comité Peruano de Minibasket
- La Liga Metropolitana de Basketball Masculino
- La Asociación Peruana de Entrenadores de Basketball
- La Asociación Peruana de Profesores de Educación Física
- Universidades de la Capital y Provincias
- El vicepresidente de la República David Waisman por el liderazgo de hacer empresa (2005)
- La Municipalidad Metropolitana de Lima
- La Municipalidad de Santiago de Surco
- La Municipalidad de Caraz – Ancash, declarándolo “Hijo Ilustre” y otorgándole las llaves de la Ciudad.
- El Colegio Nacional “2 de Mayo” de Caraz, designándole “Exalumno Ilustre”
- El Colegio Miselino Sandoval "En Agradecimiento a su Invalorable Apoyo en favor a la Educación Caracina" (2009)
- La Revista “AZSport”, ha galardonado a “La Canasta” con el “Premio al éxito deportivo 2005” por ser una empresa líder en el deporte nacional.
- Designado Maestro del Año por el "Club Ancash" (2008)
- Distinción por La Cámara Internacional de Comercio de los Países Andinos a la Calidad Empresarial otorgándosele la "Medalla Dorada" (2005)
- El Consejo del Deporte Escolar del I.P.D. “Por contribuir al desarrollo y promoción de la Educación Física y Deporte Escolar” (2010)
- La Escuela de Educación Física de la Universidad Nacional Mayor de San Marcos “Por su Brillante Trayectoria como Promotor y Técnico deportivo de Basketball” (2010)
- Por la Federación Internacional de Educación Física – Perú “En reconocimiento y agradecimiento por su excelente e invalorable desempeño profesional en bien de la educación física del país” (2014)
- Certificado de Honor por la Presidencia Mundial de la Federación Internacional de la Educación Física – FIEP “En reconocimiento por los servicios prestados y excelente contribución para la Educación Física Internacional, Deportes y Ciencias de la Actividad Física” (2014)
- La primera promoción de profesores de Educación Física (1990) del Instituto Superior Pedagógico Ignacio Amadeo Ramos Olivera, la promoción 2001 del Colegio 2 de Mayo de Caraz, la promoción 2011 de la Escuela Académica Profesional de Educación Física de la Universidad Nacional San Luis Gonzaga de Ica y el primer campeonato de baloncesto categoría Mayores de la Liga de Basketball de Lima Norte (2016) llevan el nombre "Erasmo Roca Gómez".
- Condecoración "Por su brillante trayectoria como profesional y vocación de servicio a la sociedad.” (2017)